# Buhck
Die Buhck Gruppe ist in den Geschäftsfeldern Abfallentsorgung und -verwertung (61 Prozent Umsatzanteil), Rohr- und Kanalservice (27 Prozent Umsatzanteil) und Beratungsdienstleistung (12 Prozent Umsatzanteil) tätig. Ihre 40 Unternehmen verteilen sich auf 21 Standorte in Hamburg, Schleswig-Holstein und Niedersachsen. Der Hauptsitz wurde im September 2023 von Wentorf bei Hamburg nach Reinbek in das ehemalige Anbaugebäude des Rowohlt Verlags verlegt. Mit etwa 1400 Mitarbeitern erwirtschaftete sie im Jahr 2024 einen Umsatz von rund 225 Millionen Euro. Die Brüder Henner und Thomas Buhck leiten das 1899 in Hamburg-Bergedorf gegründete Familienunternehmen in der vierten Generation. Die Unternehmensgruppe befindet sich zu 100 Prozent in Familienbesitz.

## Geschichte
Die Buhck Gruppe wurde im Jahr 1899 von Richard Buhck (1873–1956) als Fuhrunternehmen in Hamburg-Bergedorf gegründet. 1926 trat Sohn Henry Buhck (1901–1951) in das väterliche Geschäft mit ein. 1956 wurde der Betrieb von Carsten Buhck (1934–2013) übernommen und um den Bereich Baustoffhandel erweitert. 1967 wurden in der Buhck Gruppe erstmals Container als Transportgefäße eingesetzt – Buhck war damit einer der ersten Containerdienste in Hamburg. In den 1980er-Jahren wurde der Umweltgedanke immer wichtiger. Am Standort Wiershop entstand ein Abfallwirtschaftszentrum – heute größter Standort von Buhck – mit einer Kompostierungs- und einer Bauabfallsortieranlage. Es entstanden Recyclingbaustoffe, Pflanzenerden und Kompostprodukte.
Anfang der 1990er-Jahre stieg die Firma Buhck in den Rohstoffhandel ein und erweiterte mit der Willi Damm GmbH das Abfallwirtschaftszentrum Grambek um die DSD-Sortierung. 1997 erweiterte sich das Tätigkeitsfeld der Unternehmensgruppe um die Bereiche Rohr- und Kanalservice mit der Beteiligung an der „Canal-Control-Gruppe“. 1999 feierte die Buhck Gruppe ihr hundertjähriges Bestehen und gründete einen Standort in Polen (Poznań).
Im Jahr 2000 übergab Carsten Buhck die Geschäftsführung vollständig an seine Söhne Thomas und Henner Buhck, die seitdem die Firmengruppe gemeinsam leiten. 2003 erweiterte die Übernahme des Heinz Husen Containerdienstes das Dienstleistungsangebot im Landkreis Harburg. 2005 erfolgte mit einem Partner die Gründung der take-e-way GmbH, die heute Marktführer für Dienstleistungen für kleine und mittelgroße Hersteller von Elektrogeräten zur Umsetzung der Anforderungen des ElektroG ist. 2006 errichtete die Buhck Gruppe gemeinsam mit Partnern die größte Sortieranlage für Gewerbeabfälle in Norddeutschland (Bestsort) und eine moderne Ersatzbrennstoffproduktionsanlage in Lägerdorf (Altera). 2010 übernahm die Buhck Gruppe die BAR mit allen Mitarbeitern, dem Fuhrpark und Containern vom Veolia-Konzern. 2015 wurde die TMK Retail Service und Consulting GmbH Teil der Buhck Gruppe, die Servicedienstleistungen rund um Produktsicherheit und Produktqualität erbringt. 2016 wurde die Buhck Gruppe 100 % Gesellschafter der Gewerbeabfallsortieranlage Bestsort. 2017 kam die Hapke Rohstoffhandel GmbH zur Buhck Gruppe, deren operatives Geschäft 2021 von der Buhck Abfallverwertung und Recycling GmbH übernommen wurde. 2018 übernahm die Buhck Gruppe Nieder Containerdienst, 2019 beteiligte sie sich mit einem Anteil von 25 % an Freisler Containerdienst. Ende 2020 verschmolzen die Firmen AUA Rohstoffhandel und BAR zur Buhck Abfallverwertung & Recycling GmbH & Co. KG.
2021 startete die Buhck Gruppe ihre „Mission Klimaschutz“ und positionierte sich als Deutschlands erster klimaneutraler Umweltdienstleister. Ziel ist es, das Umfeld in der Region sowie alle Mitarbeiterinnen und Mitarbeiter zu ermutigen, gemeinsam mehr Klimaschutz zu erreichen. Im selben Jahr wurde die Marke 2ndlifesolar gegründet. Diese Marke, die gebrauchte Solarmodule aufbereitet und in einen zweiten Lebenszyklus überführt, gehört seit Juni 2024 nicht mehr zur HME Hamburger Müllentsorgung Rohstoffverwertungsgesellschaft mbH, sondern ist ein Produkt der neu gegründeten Buhck Re.Energy GmbH & Co. KG.
2023 verlegte die Buhck Gruppe ihren Hauptsitz von Wentorf bei Hamburg nach Reinbek in das ehemalige Anbaugebäude des Rowohlt Verlags. Im selben Jahr investierte das Unternehmen in zehn vollelektrische LKWs von Volvo für die Sammlung und den Transport von Abfall und baute eine innovative Ladeinfrastruktur für 16 elektrische LKWs auf, die im April 2024 offiziell eröffnet wurde.
2024 feierte die Buhck Gruppe ihr 125-jähriges Bestehen. Mitarbeitende überreichten den Gesellschaftern drei Bäume als Symbol für Nachhaltigkeit und Verbundenheit, die in Kooperation mit der Stadt Reinbek gepflanzt wurden.
Heute umfasst die Buhck Gruppe 40 Unternehmen an 21 Standorten in der Metropolregion Hamburg, beschäftigt rund 1.400 Mitarbeitende und erwirtschaftete im Jahr 2024 einen Umsatz von etwa 225 Millionen Euro. Die Unternehmensgruppe bleibt weiterhin zu 100 % in Familienbesitz und engagiert sich kontinuierlich für Innovation und Nachhaltigkeit in der Umweltwirtschaft.

## Tochterunternehmen/Beteiligungsunternehmen/Organisation
- Buhck Umweltservices GmbH & Co. KG, Sitz: Reinbek
- Buhck GmbH & CO. KG, Sitz: Wiershop bei Geesthacht
- Buhck GmbH & Co. KG Betriebshof Trittau, Sitz: Trittau
- Buhck GmbH & Co. KG Wirtschaftshof Bergedorf, Sitz: Bergedorf
- Altera Lägerdorf GmbH & Co. KG, Sitz: Lägerdorf
- Abfallwirtschaftszentrum Trittau GmbH & Co. KG, Sitz: Trittau
- Bestsort Hamburg GmbH & Co. KG, Sitz: Hamburg
- Buhck Umweltberatung GmbH, Sitz: Hamburg
- Buhck Re.Energy GmbH & Co. KG, Sitz: Hamburg
- Canal-Control + Clean Umweltschutzservice GmbH, Sitz: Barsbüttel
- Canal-Control Rohrsanierung GmbH, Sitz: Barsbüttel
- CC-Bau Hamburg GmbH, Sitz: Barsbüttel
- Willi Damm GmbH & Co. KG, Sitz: Grambek
- Damm Entsorgung Südholstein GmbH & Co. KG, Sitz: Elmenhorst/Lanken
- Deponie Betrieb Damm GmbH, Sitz: Grambek
- easycircular Umweltmanagement GmbH, Sitz: Hamburg
- ENH Entsorgungsverband GmbH, Sitz: Hamburg
- FHE Entsorgungsverband Ges. z. Durchführung v. Verbandslsg. und Dienstleistungen mbH, Sitz: Hamburg
- HBV Hanseatische Brennstoff Verwertung GmbH & Co. KG, Sitz: Hamburg
- Heinz Husen Containerdienst GmbH & Co. KG, Sitz: Buchholz i.d.N.
- HME Hamburger Müllentsorgung Rohstoffverwertungsges. mbH, Sitz: Hamburg
- Schlackenvertrieb Hamburg GmbH, Sitz: Hamburg
- Sigusch GmbH Rohr- und Kanalreinigungstechnik, Sitz: Handorf
- Rohr-Jumbo GmbH, Sitz: Hamburg
- take-e-way GmbH, Sitz: Hamburg
- Buhck Abfallverwertung und Recycling GmbH & Co. KG, Sitz: Hamburg
- abfluss ass dröge GmbH & Co. KG, Sitz: Hamburg
- DR. PIPE Hamburg GmbH, Sitz: Hamburg
- GEODOC GmbH, Sitz: Hamburg
- get-e-right GmbH, Hamburg
- KR Kanal- & Rohrtechnik GmbH & Co. KG, Sitz: Bad Salzuflen
- Mr. PIPE International GmbH, Sitz: Barsbüttel
- trade-e-bility GmbH, Sitz: Hamburg
- Freisler Containerdienst GmbH & Co. KG, Sitz: Hamburg

## Buhck-Stiftung
Die Buhck-Stiftung, vormals Bergedorf-Stiftung, wurde 1999 von Carsten Buhck gegründet und wird nun von seinen Schwiegertöchtern Britta und Bianca Buhck weitergeführt. Die Stiftung fördert regionale Projekte in Hamburg-Bergedorf sowie den Kreisen Stormarn und Herzogtum Lauenburg in den Bereichen Umwelt- und Naturschutz sowie Integration von Migranten. Initiator Carsten Buhck setzte sich zum Ziel, mit dieser Stiftung dem Gemeinwohl in den Regionen etwas zurückgeben, in denen die Buhck Gruppe wirtschaftlich tätig ist.